# 橘影子
橘 影子（たちばな の かげこ、生年不詳 - 貞観6年11月10日（864年12月12日））は、平安時代前期の女官。仁明天皇の女御。右大臣橘氏公の娘。中納言橘岑継（仁明天皇の乳母子）の姉妹。従四位下。
檀林皇后橘嘉智子（嵯峨天皇皇后・仁明天皇の母）の姪で、従兄弟にあたる仁明天皇の後宮に仕えた。仁明天皇との間に皇子女はいなかった。
承和7年（840年）11月、女御宣下を受け、従四位下に叙せられる。貞観6年（864年）11月10日卒去。